# مسجد درجزین رزن
مسجد درجزین رزن مربوط به دوره زند - دوره قاجار است و در شهرستان رزن، بخش قروه، روستای درجزین واقع شده و این اثر در تاریخ ۲۸ فروردین ۱۳۸۰ با شمارهٔ ثبت ۳۷۰۱ به‌عنوان یکی از آثار ملی ایران به ثبت رسیده است.